# Húrin
Húrin  var i Midgårds verden (Middle-earth) af J. R. R. Tolkien (439–c.502 F.A.), en helt af menneskenes slægt i den første alder. 
Det blev sagt, at han var den største af menneskenes krigere på den tid. 
Húrin Thalion var sønnesøn til Hador, af huset Marach eller huset Hador.
Húrin var den ældste søn af Galdor og Hareth og havde en yngre bror ved navn Huor.